# Sólo se vive dos veces (novela)
Sólo se vive dos veces (original en inglés: You Only Live Twice) es la duodécima novela de James Bond, escrita por Ian Fleming. Fue publicada primeramente por Glidrose Publications en el Reino Unido el 26 de marzo de 1964 y se vendió rápidamente. El libro tiene la distinción de ser la última novela de Fleming que se publicara en su vida, con posteriores trabajos siendo publicados póstumamente. Sólo se vive dos veces es el capítulo final en lo que se conoce como la "trilogía de Blofeld".
La historia comienza ocho meses después del asesinato de Tracy Bond, que se produce al final de la novela anterior, Al servicio secreto de su Majestad. James Bond comienza a beber, apostar fuertemente y comete errores en sus tareas cuando, como un último recurso, es enviado a Japón en una misión semidiplomática. Mientras se encuentra allí es asignado por el jefe del servicio secreto japonés para matar al Dr. Guntram Shatterhand. Bond descubre que Shatterhand es Ernst Stavro Blofeld y emprende una misión de venganza para matarlo a él y a su esposa, Irma Bunt.
La novela trata a nivel personal con el cambio de Bond de un hombre deprimido en el luto, a un hombre de acción empeñado en la venganza, a un amnésico que vive como pescador japonés. A través de las bocas de sus personajes, Fleming también examina el declive de la influencia y poder británicos después de la Segunda Guerra Mundial, en particular en lo referente a los Estados Unidos. El libro fue popular entre el público, con pre-órdenes en el Reino Unido alcanzando las 62.000; los críticos fueron más silenciosos en sus reacciones, generalmente entregando críticas mixtas a la novela.
La historia fue serializada en el periódico Daily Express y la revista Playboy y también adaptada para formato de tira cómica en el Daily Express. En 1967, fue lanzada como la quinta entrada en la serie de películas de James Bond de Eon Productions, protagonizada por Sean Connery como Bond.

## Argumento
James Bond pasa por una depresión muy seria, pues en Al servicio secreto de su Majestad, Ernst Stavro Blofeld ha asesinado a su esposa Tracy a las pocas horas de haberse casado.
Como resultado de esta depresión, pierde dinero en casas de juego en Londres y se emborracha muy seguido. Con el propósito de mejorar su estado de ánimo, M le ha enviado a dos misiones peligrosas, de las cuales ha salido herido y han fracasado.
Para tratar de resolver el asunto, M se reúne con Sir James Molony, un prestigioso neurólogo que ha ganado el premio Nobel por su obra Efectos secundarios psicosomáticos de la inferioridad orgánica, y quien también fue su subordinado en algún momento. M le comenta la situación, y Molony recuerda que ha trabajado con Bond varias veces, dice que es lógica su situación, y no ve para que lo necesita M. Este último le dice que debido a que ya ha fracasado en dos misiones peligrosas, llega tarde al trabajo y ya nada le interesa, piensa despedirlo y recomendarlo en una compañía de seguridad.
Ante esto, Molony le sugiere que dé a Bond una misión "imposible", que le haga recuperar sus fuerzas al sentirse en una situación muy adversa.
M asigna a Bond una misión en el Japón. La inteligencia de dicho país ha estado leyendo gran cantidad de mensajes soviéticos, provenientes de Vladivostok y Rusia Oriental. Le dan toda la información a la CIA, quien no le comparte nada a MI6, al considerar el Pacífico territorio propio. La misión de Bond es contactar al jefe del servicio secreto japonés (Koan-Chosa-Kyoku), Tiger Tanaka, y hacer que le comparta la información soviética.
Para esto, es recibido con Dikko Henderson, quien dice que Tanaka tiene con él una obligación debido a varios favores. Lo presenta a Tanaka, con quien al poco tiempo se hacen amigos. Bond dice que tiene la autorización de hacer lo que sea a cambio de la información soviética, inclusive hacer algún trabajo particular.
Después de una fiesta geisha, Tanaka informa a Bond que hace unos meses ingresó un hombre de nacionalidad suiza, el doctor Guntram Shatterhand, acompañado por su esposa, Frau Emmy Shaterrhand, proveniente de Benon. El doctor Shatterhand se reunió con el Ministerio de Agricultura, quien quedó muy sorprendido al saber que el doctor pretendía poner un jardín de plantas exóticas de todo el mundo. La CIA revisó sus antecedentes en Suiza y eran buenos. Shatterhand adquirió un castillo en Kyushu, donde cultivó su jardín. Además, Shatterhand ha reclutado como empleados a exintegrantes de la organización criminal japonesa llamada El Dragón Negro. Cuando es advertido de los antecedentes de sus empleados, Shatterhand no se preocupa y tranquiliza a las autoridades.
Pero Shatterhand resultó ser, en palabras de Tanaka, un "coleccionista de la muerte". Las plantas que cultiva proceden de todo el mundo y todas son venenosas. Además, hizo un lago donde echó unas pirañas. El castillo es considerado un lugar original para los suicidas japoneses donde poner fin a sus días, por lo que se meten al castillo. Las autoridades han visitado varias veces al doctor, quien como medida de seguridad ha puesto un globo de advertencia, que ha resultado como propaganda.
Con autorización del primer ministro japonés, se ha decidido que es necesario matar al doctor. Tanaka, al ser informado por Bond de que puede hacer cualquier trabajo particular, le ha comentado los propósitos de este al primer ministro, sugiriendo a Bond que mate al doctor, para que parezca una venganza entre gaijins (extranjeros). El primer ministro ha autorizado que Bond asesine a Shatterhand a cambio de la información soviética.
Para esto, Bond será disfrazado de japonés y enviado a una isla de Fukuoka, donde radica la tribu ama, cuyas mujeres jóvenes nadan desnudas en busca de conchas.
Bond pide las fotos del doctor y de su esposa, y para su sorpresa el doctor resulta ser Blofeld, y su esposa, Irma Bunt.
Después de ser instruido en las costumbres japonesas por Tiger, Bond llega a la isla, y conoce a Kissy Suzuki, una chica quien trabajó un tiempo en Hollywood y quien es llamada "La Garbo japonesa".
Después de ayudar a Kissy y a su pájaro "David", quien es llamado así en referencia a David Niven, quien es el único que trató bien a Kissy durante su estancia en Hollywood (David Niven sería James Bond en la película no oficial de 1967 titulada Casino Royale), Bond se dirige al castillo.
El día que llega, al ser tarde, Bond observa dos suicidios, uno de un joven que aparentemente se picó con un árbol venenoso y fue a dar al lago, siendo devorado por las pirañas. El otro es de un hombre vestido de etiqueta, quien se coloca sobre una fumarola que hay en el castillo, desapareciendo inmediatamente. Bond encuentra un lugar para alojarse, y durante la noche tiene pesadillas. Al día siguiente, observa como empleados del doctor arrojan al lago a un hombre que al parecer se había arrepentido de la idea de suicidarse. Bond piensa huir, pero le invade la idea de asesinar a Blofeld y vengar a Tracy.
Bond penetra el castillo y logra esquivar varias trampas, pero finalmente cae en una. Irma Bunt descubre su identidad, y después de que Bond se levanta de una silla de la que sale la lava de un géiser, sostiene una conversación con Blofeld y Bunt, quien, al parecer, realmente es la compañera de Blofeld.
Viendo la oportunidad, Bond asesina a Irma Bunt de un machetazo, y después de una pelea con Blofeld, logra estrangularlo. Logra escapar colgado del globo, pero debido a los golpes proporcionados por Blofeld, cae herido.
Es rescatado por Kissy, quien lo lleva de regreso a la isla. Bond sufre de amnesia, y según el doctor que lo revisó, no se sabe cuándo recuperará la memoria. Kissy le oculta todo referente a su pasado, y cuando Bond le comenta que tuvo un sueño en el que aparecen personas que cree que estuvieron relacionadas con él en el pasado, Kissy le comenta que son sueños que también ella tiene.
Finalmente, cuando Kissy planea decirle a Bond que está embarazada de él, Bond le comenta que en el periódico de la casa de ella vio algo referente a Vladivostok, y que tendrá que ir a investigar para averiguar sobre su pasado. Kissy le deja ir.
En el penúltimo capítulo, se incluye el obituario de Bond, escrito por M, al no ser encontrado después de matar a Blofeld. En él, se hace referencia a los libros de Fleming, en el que se menciona que son como un tributo a Bond (como si fuera un personaje real). Este obituario también incluye fechas y datos de su vida, y ha sido tomado como una referencia para calcular la edad de Bond, que, según este obituario, habría nacido en 1922.

## Cambios en la película
- Sólo se vive dos veces antecede a la película Al servicio secreto de su Majestad.
- En la película Blofeld escapa.
- Irma Bunt solo aparece en la película Al servicio secreto de su Majestad.
- Blofeld muere en la película Sólo para sus ojos cuando Bond lo arroja a una chimenea industrial.
- En la película el argumento gira sobre el secuestro de vehículos espaciales estadounidenses y soviéticos, por parte de la organización de Blofeld SPECTRE con el fin de causar la guerra entre los Estados Unidos y la Unión Soviética.

- Datos: Q1262456